# NHL 1919/1920
Sezóna 1919/1920 byla 3. sezonou NHL. Vítězem NHL se stal tým Ottawa Senators, který následně ve finále Stanley Cupu porazil vítěze PCHA – Seattle Metropolitans a získal tak i Stanley Cup.
Tým Toronto Arenas se přejmenoval na Toronto St. Patricks. Nově se zúčastnil tým Quebec Bulldogs.

## Konečná tabulka základní části

### První polovina sezony
| Tým                  | Z  | V | P  | R | B  | VG | IG |
| -------------------- | -- | - | -- | - | -- | -- | -- |
| Ottawa Senators      | 12 | 9 | 3  | 0 | 18 | 59 | 23 |
| Montreal Canadiens   | 12 | 8 | 4  | 0 | 16 | 62 | 51 |
| Toronto St. Patricks | 12 | 5 | 7  | 0 | 10 | 52 | 62 |
| Quebec Bulldogs      | 12 | 2 | 10 | 0 | 4  | 44 | 81 |

### Druhá polovina sezony
| Tým                  | Z  | V  | P  | R | B  | VG | IG |
| -------------------- | -- | -- | -- | - | -- | -- | -- |
| Ottawa Senators      | 12 | 10 | 2  | 0 | 20 | 62 | 41 |
| Toronto St. Patricks | 12 | 7  | 5  | 0 | 14 | 67 | 44 |
| Montreal Canadiens   | 12 | 5  | 7  | 0 | 10 | 67 | 62 |
| Quebec Bulldogs      | 12 | 2  | 10 | 0 | 4  | 47 | 96 |

## Play off o vítězství v NHL
Vzhledem k tomu, že celek Ottawa Senators vyhrál obě poloviny sezony, automaticky se stal celkovým vítězem NHL a získal právo reprezentovat NHL ve finále Stanley Cupu.

## Ocenění
- O'Brien Cup — Ottawa Senators

## Finále Stanley Cupu

### Účastníci
- Ottawa Senators – vítěz NHL 1919/1920
- Seattle Metropolitans – vítěz PCHA 1919/1920

### Zápasy
| #                                                              | Datum      | Vítězný tým           | Skóre | Poražený tým          | Místo konání           |
| -------------------------------------------------------------- | ---------- | --------------------- | ----- | --------------------- | ---------------------- |
| 1                                                              | 22. března | Ottawa Senators       | 3–2   | Seattle Metropolitans | The Arena, Ottawa      |
| 2                                                              | 24. března | Ottawa Senators       | 3–0   | Seattle Metropolitans | The Arena, Ottawa      |
| 3                                                              | 27. března | Seattle Metropolitans | 3–1   | Ottawa Senators       | The Arena, Ottawa      |
| 4                                                              | 30. března | Seattle Metropolitans | 5–2   | Ottawa Senators       | Arena Gardens, Toronto |
| 5                                                              | 1. dubna   | Ottawa Senators       | 6–1   | Seattle Metropolitans | Arena Gardens, Toronto |
| Ottawa Senators zvítězila 3:2 na zápasy a získala Stanley Cup. |            |                       |       |                       |                        |